# Jungle City
 (novembre 2018).
Jungle City est le 34e album de la série de bande dessinée Jeremiah, écrite et dessinée par Hermann, paru en 2015.

## Publication en français
- Dupuis (collection « Grand Public »), 2015